# Шапиро, Яков Михайлович
Яков Михайлович Шапиро (бел. Якаў Міхайлавіч Шапіра; 23 ноября 1961, Минск — 11 июля 2004, Жодино) — белорусский футбольный тренер.

## Биография
В детстве занимался футболом в школе минского «Динамо», но профессиональным спортсменом не стал. Проходил срочную службу в ВДВ. После армии поступил в БГОИФК и закончил его в 1987 году.
В 1984 году 23-летний Шапиро создал при одном из минских ЖЭК футбольную секцию, которая со временем превратилась в ДЮСШ «Атака». В первое время команда выступала в детских соревнованиях на первенство Минска. В 1992 году «Атака» обрела профессиональный статус, заявившись в третий дивизион Белоруссии, а спустя сезон Шапиро занял пост главного тренера клуба (в 1992 году команду тренировал Михаил Андружейчик). В сезоне 1993/94 клуб занял второе место в первенстве и поднялся в первую лигу, а в следующем сезоне также финишировал вторым и вышел в высшую лигу. Осенний сезон 1995 года стал самым успешным в истории клуба — «Атака» заняла четвёртое место в высшей лиге и вышла в полуфинал Кубка Белоруссии. В 1996 году команда приняла участие в Кубке Интертото и одержала историческую выездную победу над донецким «Шахтёром» (2:1). По окончании сезона 1997 года из-за финансовых проблем клуб был расформирован.
Воспитанниками Якова Шапиро в «Атаке» стали такие известные футболисты как братья Алексей и Андрей Адамицкие, Александр Булойчик, Андрей Диваков, Юрий Дорошкевич, Александр Ермакович, Дмитрий Капельян, Сергей Козловский (Зеневич), Александр Лисовский, Алексей Панковец, Андрей Толмач, Василий Хомутовский.
В начале 1998 года тренер вместе с группой бывших игроков «Атаки» перешёл в БАТЭ, где ассистировал Юрию Пунтусу, но спустя несколько месяцев возглавил игравший в высшей лиге «Коммунальник» (Слоним). В слонимском клубе проработал всего три месяца, и этот период омрачался конфликтами между старожилами команды и игроками, пришедшими вслед за Шапиро.
В начале 1999 года возглавил вновь основанный клуб «Лунинец», пригласил в команду многих своих воспитанников и ряд других известных игроков и сходу привёл команду к победе во второй лиге. На следующий год клуб занял второе место в первой лиге, однако этот результат не давал право на выход в высший дивизион и по окончании сезона владельцы расформировали клуб.
В 2001 году возглавил жодинское «Торпедо». В том же сезоне команда одержала победу в первой лиге и вышла в высшую, где в период работы Шапиро занимала места в верхней половине таблицы, немного не дотягивая до призовой тройки.
10 июля 2004 года у тренера произошёл инфаркт в ходе матча своей команды, и на следующий день он скончался в больнице, в возрасте 42 лет.

## Личная жизнь
Был женат, есть сын Никита.
В 2016 году белорусское телевидение сняло документальный фильм памяти Якова Шапиро.